# Jicchak Arad
Jicchak Arad (hebr. ‏יצחק ארד‎), ur. jako Icchak Rudnicki, ps. „Tolka” (ur. 11 listopada 1926 w Święcianach, zm. 6 maja 2021 w Tel Awiwie) – izraelski wojskowy, generał (tat alluf), historyk, 1972–1993 przewodniczący zarządu instytutu Jad Waszem.
Urodził się na Kresach Wschodnich II Rzeczypospolitej, część dzieciństwa spędził w Warszawie. Od młodości był związany z ruchem syjonistycznym. Krótko po rozpoczęciu niemieckiej okupacji uciekł wraz z siostrą do radzieckiej strefy okupacyjnej. Po inwazji Niemiec na ZSRR znalazł się w getcie w Święcianach. Uciekłszy zeń w 1943, dołączył do radzieckiej partyzantki. Po ponownym zajęciu Kresów i Litwy przez Armię Czerwoną uczestniczył przez pewien czas w zwalczaniu litewskiego ruchu niepodległościowego, współpracując, a według innych źródeł służąc bezpośrednio w strukturach NKWD. Wiosną 1945 nielegalnie przedostał się do Polski, skąd po kilku miesiącach wyemigrował do Palestyny. W szeregach Hagany, a następnie Sił Obronnych Izraela walczył w wojnie o niepodległość Izraela oraz w późniejszych wojnach między Izraelem a państwami arabskimi. Służbę wojskową zakończył w randze generała brygady. Następnie poświęcił się badaniu historii Zagłady Żydów. Był wieloletnim przewodniczącym zarządu Jad Waszem, autorem licznych książek i artykułów, wykładowcą uniwersyteckim.
W 2006 został oskarżony o popełnienie zbrodni wojennych podczas służby w szeregach radzieckiej partyzantki i NKWD. Dochodzenie, które litewska prokuratura prowadziła w jego sprawie, zostało jednak umorzone w 2008 z powodu braku przekonujących dowodów winy.

## Życiorys

### Młodość
Urodził się jako Icchak Rudnicki w Święcianach na Kresach Wschodnich II Rzeczypospolitej. Był synem Chai i Izraela Mendla Rudnickich. Na co dzień w domu rodzinnym posługiwano się jidysz, niemniej Icchak znał dobrze język polski oraz był zaznajomiony z polską kulturą.
Przed wybuchem II wojny światowej rodzina Rudnickich przeniosła się do Warszawy, gdzie ojciec znalazł zatrudnienie jako kantor w synagodze. Chaja zajmowała się w tym czasie domem i dziećmi. Icchak uczęszczał do szkoły, w której językiem wykładowym był hebrajski. Po latach wspominał, że już będąc dzieckiem zetknął się z przejawami antysemityzmu.
W okresie międzywojennym należał do młodzieżowej organizacji syjonistycznej „Ha-No’ar ha-Cijoni”.

### II wojna światowa
Po rozpoczęciu niemieckiej inwazji na Polskę pozostał w Warszawie, gdzie wraz z rodziną przeżył oblężenie miasta. W obliczu narastających szykan i represji, którymi niemieccy okupanci poddawali ludność żydowską, rodzice zdecydowali, aby wysłać Icchaka i jego dwa lata starszą siostrę Rachelę do dziadków w Święcianach w radzieckiej strefie okupacyjnej. 24 grudnia 1939 rodzeństwo nielegalnie przekroczyło niemiecko-radziecką linię demarkacyjną.
W Święcianach uczęszczał do szkoły z językiem rosyjskim jako językiem wykładowym, w której uczniów poddawano intensywnej indoktrynacji w duchu marksistowsko-leninowskim. W wydanej w 1979 autobiografii wypowiadał się krytycznie o rządach radzieckich, wskazując, że doprowadziły one do likwidacji wszystkich niezależnych żydowskich instytucji i organizacji, a także spowodowały pauperyzację wielu Żydów. W okresie okupacji radzieckiej kontynuował działalność w ruchu syjonistycznym, tym razem w warunkach konspiracyjnych. Mimo to lata 1940–1941 wspominał jako „jeden z najszczęśliwszych okresów w swoim życiu”.
Po inwazji Niemiec na ZSRR w czerwcu 1941 Święciany znalazły się pod okupacją niemiecką. Pod koniec września, gdy Niemcy i ich litewscy kolaboranci rozpoczęli przygotowania do masowych egzekucji Żydów na poligonie pod Nowymi Święcianami, Rudnicki wraz z grupą kolegów uciekł z miasta. Przez wiele dni błąkał się po okolicznych lasach, przez pewien czas przebywał także w getcie w Głębokiem. Odnaleziony przez siostrę, pod koniec grudnia wrócił do Święcian i zamieszkał w tamtejszym getcie.
Pracował jako robotnik przymusowy w warsztatach, w których naprawiano i konserwowano zdobyczną broń radziecką. Wstąpił do podziemnej organizacji, która działała w getcie. Początkowo zajmował się gromadzeniem broni oraz pozyskiwaniem w Judenracie funduszy na jej zakup. Docelowo jego organizacja dążyła, aby w momencie rozpoczęcia przez Niemców likwidacji getta wywołać zbrojne powstanie, które umożliwiłoby jak największej liczbie Żydów ucieczkę do lasu, gdzie zamierzano zawczasu przygotować obóz dla uciekinierów. Planów tych jednak nie zrealizowano. W lutym 1943, zdając sobie sprawę, że całkowita likwidacja getta jest nieuchronna, Rudnicki z grupą towarzyszy ze święciańskiej konspiracji postanowił uciec do lasu. Ukrywali się tam na własną rękę przez blisko dwa miesiące. W tym czasie udał się do getta wileńskiego, gdzie nawiązał kontakty z przywódcami Farejnikte Partizaner-Organizacje. Ostatecznie wiosną 1943 jego grupa dołączyła do radzieckiej partyzantki.
Rudnicki służył początkowo w oddziale im. Czapajewa, wchodzącym w skład partyzanckiej brygady im. Woroszyłowa, którą dowodził Fiodor Markow. Później dołączył do oddziału „Żalgiris” złożonego z przerzuconych zza linii frontu litewskich komunistów (gdy ten został przekształcony w brygadę, znalazł się w składzie oddziału „Vilnius”). Jednostki te operowały w lasach wokół jeziora Narocz oraz na obszarze pomiędzy Kozianami i Hoduciszkami. W ich szeregach 1943–1944 walczył z Niemcami i ich kolaborantami, uczestnicząc m.in. w akcjach wymierzonych w transport kolejowy. Na rozkaz dowództwa przyjął konspiracyjne nazwisko „Anatolij Kunicki”; w ten sposób narodził się jego partyzancki pseudonim „Tolka” (zdrobnienie imienia Anatolij), którego używał także po wojnie. W autobiografii twierdził, że musiał sobie radzić z antysemityzmem towarzyszy z brygady Markowa. Za walkę w partyzantce został odznaczony medalem „Partyzantowi Wojny Ojczyźnianej” pierwszej klasy.
Gdy wojska radzieckie ponownie zajęły Kresy i Litwę, przez pewien czas służył „pod jurysdykcją Armii Czerwonej i NKWD”. Na przełomie 1944 i 1945 miał pełnić służbę na Wileńszczyźnie oraz w okolicach Kowna. Ten epizod w jego życiorysie pozostaje najbardziej kontrowersyjny i niewyjaśniony . Według źródeł litewskich Rudnicki był w tym okresie etatowym pracownikiem radzieckich służb specjalnych, pełniącym funkcję pełnomocnika okręgowego wydziału NKWD w gminie Hoduciszki . On sam zaprzeczał jednak, jakoby był etatowym funkcjonariuszem NKWD, przyznając jedynie, że NKWD wykorzystywało jego dawny oddział partyzancki do różnych zadań , które we wspomnieniach opisywał jako „zwalczanie wrogich elementów”, w tym głównie „litewskich, nazistowskich kolaborantów”, „litewskich nacjonalistów”, a także niemieckich żołnierzy, którzy po rozbiciu oddziałów usiłowali przedrzeć się na drugą stronę frontu. Andrzej Żbikowski podkreślał, że rekrutowanie byłych partyzantów było w tym czasie standardową praktyką NKWD, stąd trudno przesądzać, do jakiego stopnia praca Rudnickiego w radzieckich organach bezpieczeństwa była kwestią jego własnego wyboru .
W czasie Zagłady straciło życie ponad 30 członków jego rodziny, w tym oboje rodzice. Z najbliższej rodziny przeżyła siostra Rachela, która po wojnie wyemigrowała do Palestyny.

### Kariera wojskowa i naukowa w Izraelu

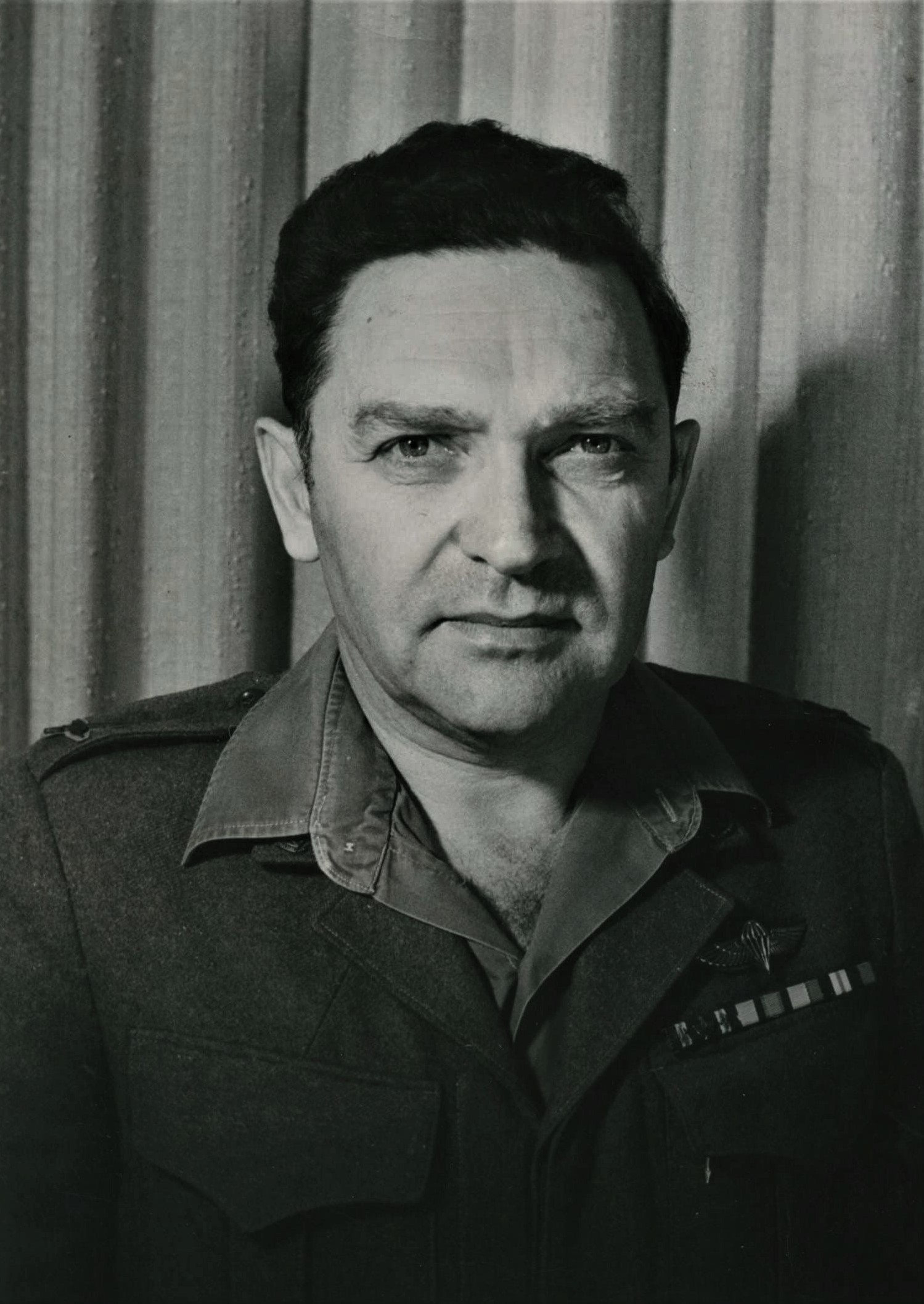
Generał brygady i szef szkolenia oficerów Sił Obronnych Izraela (1970)

W kwietniu 1945, zagrożony aresztowaniem przez władze radzieckie, nielegalnie przedostał się do Polski. Zatrzymał się w Łodzi, odwiedził zrujnowaną Warszawę, przez pewien czas był także członkiem kibucu zorganizowanego przez syjonistyczną organizację „Gordonia”. W lipcu 1945 nielegalnie przekroczył granicę Polski, po czym – posługując się fałszywymi dokumentami – przez Czechosłowację i Austrię dotarł do Włoch. Stamtąd 12 grudnia 1945 na pokładzie statku „Hanna Senesh” przedostał się nielegalnie do Brytyjskiego Mandatu Palestyny.
W Palestynie przyjął nazwisko Arad i zamieszkał w kibucu Jagur. Początkowo jego głównym zajęciem była pomoc żydowskim uchodźcom w potajemnym przedostawaniu się na terytorium Palestyny. W 1946 wstąpił w szeregi Hagany. Ukończył kurs pilotażu, został także członkiem elitarnej formacji Palmach. Jako pilot przeprowadzał misje zwiadowcze i patrolowe. Po ogłoszeniu w 1948 niepodległości przez Izrael rozpoczął służbę w Siłach Obronnych Izraela. Walczył w I wojnie izraelsko-arabskiej (1948–1949), biorąc udział m.in. w operacjach „Nachszon” i „Chorew”, a także w bitwach o Jerozolimę. W późniejszych latach walczył w wojnie sueskiej (1956) oraz w wojnie sześciodniowej (1967).
W czasie I wojny izraelsko-arabskiej był ekspertem od wyburzeń i dywersji. Później jego kariera wojskowa była związana z wojskami pancernymi. Służył w 7 Brygadzie Pancernej, następnie był dowódcą 9. batalionu w 401 Brygadzie Pancernej (1954–1955). W 1956, podczas działań na Synaju, został dowódcą batalionu pancernego 27 Brygady Pancernej. Następnie został mianowany zastępcą dowódcy 37 Brygady Pancernej, 1962–1966 był szefem szkolenia w wydziale szkoleniowym, a w 1967 został szefem sztabu 36 Dywizji Pancernej. W 1972 przeszedł w stan spoczynku w randze generała brygady. Był w tym czasie szefem szkolenia oficerów. Powrócił do służby na trzy miesiące podczas wojny Jom Kipur (1973).
Po zakończeniu kariery wojskowej poświęcił się badaniu historii Holokaustu. W 1968, będąc jeszcze w czynnej służbie, podjął studia na Uniwersytecie Telawiwskim, uwieńczone uzyskaniem tytułu doktora filozofii na podstawie pracy o zagładzie getta wileńskiego. 1972–1981 był wykładowcą tej uczelni. Wykładał także na Uniwersytecie Hebrajskim w Jerozolimie oraz gościnnie na uczelniach w USA.
Jest zaliczany do grona czołowych historyków Holokaustu. Był jednym z pierwszych, którzy badali działalność żydowskiego ruchu oporu oraz zbrodnie dokonywane przez niemieckie Einsatzgruppen na tyłach frontu wschodniego. Jego monografia poświęcona obozom zagłady akcji „Reinhard”: Bełżcowi, Sobiborowi i Treblince, uznawana jest za pracę „fundamentalną” dla opisywanego zagadnienia. Równie wysoko oceniana jest jego monografia poświęcona gettu wileńskiemu. Arad był także wydawcą i edytorem dokumentów źródłowych z okresu Zagłady, w tym anglojęzycznego wydania Dziennika Kazimierza Sakowicza.
1972–1993 był przewodniczącym zarządu instytutu Jad Waszem. Mimo że od 1967 Izrael nie utrzymywał stosunków dyplomatycznych z ZSRR i jego satelitami, Arad zdołał doprowadzić do nawiązania roboczej współpracy między Jad Waszem a instytucjami archiwalnymi z państw bloku wschodniego. W okresie gdy zarządzał instytutem powstały tam m.in. Dolina Zabitych Wspólnot, upamiętniająca ponad 5 tys. żydowskich wspólnot z różnych krajów Europy, które zostały zniszczone przez Niemców w czasie Zagłady, Plac Getta Warszawskiego z rzeźbą ku czci bojowników żydowskiego ruchu oporu (dłuta Natana Rapaporta), a także Pomnik Dziecka Holokaustu (projektu Moshego Safdie). Po odejściu ze stanowiska pozostał związany z Jad Waszem, będąc m.in. wiceprzewodniczącym rady instytutu.
Wypowiadał się przeciwko uznaniu Hołodomoru za zbrodnię ludobójstwa. Był jednym z sygnatariuszy listu poparcia dla prof. Jana Grabowskiego, wystosowanego przez badaczy Holokaustu w związku z jego sporem z Redutą Dobrego Imienia – Polską Ligą przeciw Zniesławieniom (2017). Wypowiadał się krytycznie na temat nowelizacji ustawy o Instytucie Pamięci Narodowej oraz późniejszej wspólnej deklaracji premierów Polski i Izraela (2018).
7 czerwca 1993 Uniwersytet Mikołaja Kopernika przyznał mu tytuł doktora honoris causa.
Jego monografia The Holocaust in the Soviet Union została w 2009 nagrodzona przez amerykańską Jewish Book Council nagrodą National Jewish Book Award.

### Oskarżenia o zbrodnie wojenne
W wydanej w 1979 autobiografii Arad opisywał m.in. swój udział w „akcjach zaopatrzeniowych” przeprowadzanych przez żydowską i radziecką partyzantkę w polskich i litewskich wsiach, w zbrojnym rajdzie na litewską wieś Girdėnai, a także w schwytaniu, torturowaniu i zamordowaniu oficera Armii Krajowej. Wspominał ponadto, że w marcu 1945 uczestniczył w całodniowym starciu, podczas którego doszczętnie wybito oddział litewskich partyzantów.
W artykule z 22 kwietnia 2006 litewska gazeta „Respublika”, bazując m.in. na fragmentach wspomnień Arada, opisała jego służbę w partyzantce radzieckiej i NKWD, oskarżając go o współudział w mordach i grabieżach na polskiej i litewskiej ludności cywilnej. W maju tegoż roku, po otrzymaniu materiałów z Centrum Badania Ludobójstwa i Ruchu Oporu Mieszkańców Litwy, litewska prokuratura rozpoczęła dochodzenie w sprawie Arada. Był podejrzewany o służbę w strukturach NKWD, popełnianie zbrodni na ludności polskiej i litewskiej podczas służby w radzieckiej partyzantce (w tym o uczestnictwo w masakrze w Koniuchach), a także o udział w akcji rozbicia oddziału partyzanckiego „Tigras” Litewskiej Armii Wolności w marcu 1945 roku. Podobne oskarżenia wysunięto pod adresem Racheli Margolis i Fani Brancowskiej.
W odpowiedzi na te oskarżenia Arad konsekwentnie zaprzeczał, jakoby kiedykolwiek zabił z zimną krwią jeńca lub osobę cywilną . Twierdził, że nigdy nie sympatyzował z komunizmem, podkreślając, że wstąpił do radzieckiej partyzantki, gdyż dawała ona uciekinierowi z getta największą szansę na przeżycie. Zaprzeczał także, jakoby był etatowym pracownikiem NKWD . Utrzymywał ponadto, że w Koniuchach nie doszło do masakry, lecz do regularnej bitwy z proniemiecką samoobroną. Jego obrońcy twierdzili, że za postawieniem mu zarzutów stały motywy polityczne. Podkreślali, że do momentu wszczęcia śledztwa przeciwko Aradowi niepodległa Litwa nie wniosła podobnych oskarżeń przeciwko jakiemukolwiek nie-Żydowi, a zwłaszcza przeciwko Litwinom – byłym kolaborantom, którzy współpracowali z Niemcami przy eksterminacji litewskich Żydów. Antony Polonsky sugerował, że zarzuty mogły mieć związek z faktem, że Arad jako członek specjalnej komisji historycznej, która badała dzieje Litwy pod okupacją niemiecką i radziecką, stanowczo wypowiadał się na temat współudziału Litwinów w Zagładzie .
Wszczęcie dochodzenia przeciwko Aradowi zostało przyjęte z oburzeniem przez władze Izraela i międzynarodowe organizacje żydowskie . Ostatecznie postępowanie przygotowawcze, które prowadziła litewska prokuratura, zostało umorzone w 2008 ze względu na brak przekonująych dowodów jego  winy.
Prezydent Litwy Valdas Adamkus stwierdził we wspomnieniach, iż wobec braku przekonujących dowodów, które świadczyłyby o winie Arada, osobiście wywarł nacisk na prokuraturę, aby ta zamknęła śledztwo. Chciał w ten sposób doprowadzić do normalizacji nadszarpniętych stosunków dyplomatycznych z Izraelem.

### Życie prywatne
W czerwcu 1948 poślubił Michal (zm. 2015), z którą miał troje dzieci (dwóch synów i córkę).
Zmarł w maju 2021 w szpitalu w Tel Awiwie. Został pochowany w kibucu Enat.

## Publikacje
- The Partisan: from the Valley of Death to Mount Zion (1979, ISBN 0-89604-011-9)
- Ghetto in flames. The struggle and destruction of the Jews in Vilna in the Holocaust (1980, 1982, 1987, ISBN 0-89604-043-7)
- Documents on the Holocaust: selected sources on the destruction of the Jews of Germany and Austria, Poland, and the Soviet Union (1982, 1989, 1999, ISBN 978-0-8032-1050-9, współautor)
- Belzec, Sobibor, Treblinka. The Operation Reinhard Death Camps (1987, 1999, ISBN 0-253-34293-7)
- The Einsatzgruppen reports: selections from the dispatches of the Nazi Death Squads’ campaign against the Jews July 1941 – January 1943 (1989, ISBN 978-0-89604-058-8)
- The Holocaust in the Soviet Union (2009, ISBN 978-0-8032-2059-1)
- In the shadow of the Red Banner: Soviet Jews in the war against Nazi Germany (2010, ISBN 978-965-229-487-6)
- liczne artykuły na łamach „Yad Vashem Studies”